# Оянен, Виллигарт Густавович
Виллигарт Густавович Оянен (30 декабря 1893, Холлола — 23 июня 1938, Москва) — финский журналист, бежавший после[чего?] гражданской войны в РСФСР, где работал в Коммунистической партии Финляндии и Коминтерне.

## Биография
Виллигарт Оянен родился 30 декабря 1893 года в Холлоле в крестьянской семье, которая могла позволить себе нанимать посторонних рабочих. Позднее Оянен определял свой дом как «кулацкое хозяйство». 
Оянен окончил Классическую среднюю школу Куопио в 1913 году, после чего работал журналистом. Оянен учился в Хельсинкском университете. В годы гражданской войны в Финляндии занимал должность казначея Комитета по валютным делам транспортного отдела Совета народных уполномоченных. 
Бежал в Россию[когда?], где Оянен участвовал в учредительном съезде КПФ, работал на партийных должностях и прошёл курс красных командиров. С 1922 по 1928 год работал преподавателем Коммунистического университета национальных меньшинств Запада.
С 1930 по 1931 год Оянен преподавал политэкономию и экономическую политику в Ленинской школе Коминтерна в Москве. С 1931 по 1932 год он был начальником планового отдела Совета Народных Комиссаров Карельского АССР, а с 1932 года снова преподавал в Ленинской школе. В 1920-е годы он был членом правления издательства «Кирья» («Kustannusliike Kirja»), а в 1932 году — редакции газеты «Kommunisti». 
Оянен также работал в канцелярии Коминтерна. Входил в международный отдел ЦК КПФ с 1936 по 1937 год. В Компартии Финляндии он был близким соратником и сторонником Отто Куусинена.
Виллигарт Оянен был арестован в феврале 1938 года, приговорён к смертной казни по обвинению в участии в деятельности «антисоветской финской повстанческой организации» и расстрелян в подмосковном Бутово. Реабилитирован в 1955 году.
Жена Оянена Айно Песонен также была одним из основателей КПФ. Работала секретарём финского сектора Ленинской школы. Песонен избежала Большого террора и прожила до 1975 года.